# Tersonia cyathiflora
Tersonia es un género monotípico de arbustos o pequeños árboles perteneciente a la familia Gyrostemonaceae. Su única especie, Tersonia cyathiflora (Fenzl) A.S.George ex J.W.Green, es originaria de Australia Occidental

## Descripción
Son plantas postradas anuales o bienales, como hierba o arbusto que alcanza un tamaño de 0,15-0,6 m de alto, 1,5 m de ancho. Las flores son de color amarillo/castaño a rojo castaño, se producen desde junio hasta diciembre en suelos de arena o sobre la piedra caliza, en planicies arenosas, de cantos y afloramientos costeros de piedra caliza, en Australia Occidental.

## Taxonomía
Tersonia cyathiflora fue descrita por (Fenzl) A.S.George ex J.W.Green y publicado en Journal of Botany, British and Foreign 49: 188. 1911.
Sinonimia
- Haloragis cyathiflora Fenzl basónimo
- Tersonia brevipes Moq.[2][5]